# Emanoil Koslinski
Emanoil Koslinski (n. 1853, București, Țara Românească – d. 27 martie/9 aprilie 1909, București, România) a fost un amiral român, care a îndeplinit funcția de comandant al Marinei Militare Române (1901-1909). 

## Biografie
Emanoil Koslinski s-a născut în anul 1853, fiind fiul cel mare al ofițerului rus de artilerie Alexandru Koslinski (viitor general român), rămas în Muntenia la cererea domnitorului Barbu Știrbei, ca să ajute la organizarea artileriei călărețe din acel principat și al Anastasiei Argyropol, fiica logofătului dreptății. 
După absolvirea Gimnaziului român din Brașov și al Liceului "Sf.Sava" din București (1870), Emanoil Koslinski s-a înrolat voluntar în Flotila Română (1872), fiind al treilea român – după Nicolae Dimitrescu-Maican (1863) și Ioan Murgescu (1865), care a fost trimis prin concurs pentru a urma cursurile Școlii Navale din Brest (Franța). 
A studiat acolo între anii 1872-1874, fiind avansat la gradul de sublocotenent (1874) și îmbarcat pentru efectuarea instrucției practice, la Școala de Aplicație, pe fregata franceză «La Renommée». Apoi, între anii 1875-1877, sublocotenentul de marină Koslinski a urmat un curs de specializare la Școala specială de torpilori (minieri) a Marinei ruse de la Kronstadt (Golful Finic), baza flotei ruse din Marea Baltică. 
După absolvirea acestor cursuri, s-a reîntors în România și a participat în cadrul Flotilei, la operațiunile navale ale Războiului de Independență, luptând în cadrul bateriilor de coastă de la Calafat și remarcându-se în mod deosebit, în octombrie 1877, cu ocazia executării celui  dintâi baraj românesc de mine pe Dunăre, cu material rusesc, în Ostrovul Nedeia (km 703), operațiune de pionierat pentru Flotila Română.
În anul 1878 a fost înaintat la gradul de locotenent, iar apoi în 1881 la cel de căpitan. Emanoil Koslinski a organizat în anul 1882 Corpul Apărării Submarine și o primă Secție de Torpilori, în cadrul Flotilei Române. În anul 1887 căpitanul Koslinski este înaintat la gradul de maior și numit șef de Stat Major la Comandamentul Flotilei. În această calitate, a organizat prima școală de torpilori, a înființat "Corpul Apărărilor sub Apă" (1881) și a adus, din Anglia, crucișătorul "Elisabeta" (1888). În anul 1890, maiorul Koslinski s-a aflat la comanda bricului "Mircea", iar în 1894 după înaintarea la gradul de locotenent-colonel, a primit comanda crucișătorului "Elisabeta". 
În același an, după organizarea Direcției a 5-a a Flotilei Române a fost numit la comanda acesteia, iar în anul 1897 i s-a încredințat funcția de director al Marinei din cadrul Ministerului de Război. El a participat la întocmirea noilor legi de organizare a Marinei, precum și la dotarea acesteia cu toate regulamentele, instrucțiunile și manualele speciale a căror lipsă era acut simțită. Un an mai târziu, în 1898, a mai primit și alte însărcinări, precum comanda Diviziei de Mare nou-înființate, fiind avansat la gradul de căpitan-comandor. A urmat apoi la 10 mai 1899, înaintarea la gradul de comandor.
La data de 1 aprilie 1901, comandorul Emanoil Koslinski a fost numit în funcția de comandant al Marinei Militare Române, fiind înaintat la gradul de contraamiral în anul 1906. În această calitate, el a executat mai multe călătorii și misiuni navale în străinătate (Franța, Suedia, Rusia). El a avut o contribuție importantă la înființarea Diviziei de Dunăre, având în dotare patru monitoare cuirasate și opt vedete fluviale, nave pentru care directorul Marinei din Ministerul de Război, comandorul Petre Demetriade, reușise să obțină creditele necesare. 
Contraamiralul Emanoil Koslinski a decedat la 27 martie 1909, după 8 ani de conducere a Marinei Militare Române, fiind înmormântat în cavoul familiei din Cimitirul Bellu. În ziua înmormântării, crucișătorul "Elisabeta" a tras câte o lovitură de tun, la fiecare oră, încheind la coborârea pavilionului cu 17 lovituri de tun. 
Contraamiralul Emanoil Koslinski s-a căsătorit în anul 1888, cu Alexandrina (Didina) Lahovary, fiica lui Gheorghe Lahovary (președinte al Curții de Conturi, director al Poștelor) și a Anei Cocorăscu (din familia istorică a Cocorăștilor). Împreună au avut trei băieți: Gheorghe (viitor contraamiral (1889-1950) și subsecretar de stat al Marinei în timpul celui de-al doilea război mondial), Emanoil, Alexandru – care vor deveni, la rândul lor, ofițeri – și două fete – Ecaterina și Elena. 